# Pravi orlovi
Pravi orlovi (lat.: Aquila), rod orlova iz porodice Accipitridae (jastrebovi), red Accipitriformes (jastrebovke) kojemu pripada 14 živih i nekoliko fosilnih vrsta.
Pravi orlovi su najveće ptice grabljivice, a najveći među njima je suri orao A. chrysaetos. Južnoamerički orao harpija veći je od njih ali ne pripada u prave orlove, nego je samo predstavnik porodicie jastrebova.
Orlovi se odlikuju savinutim kljunom kružećem letu na velikim visinama (jedrenje) i gniježđenjem na visokim satablima i nepristupačnim liticama. Rašireni su po cijelom svijetu, a raspon krila kod najveće vrste iznosi do 220 centimetara i dužine do 88 centimetara
Grabežljivci su koje sae hrane manjim sisavcima, ribama i drugim pticama.

## Vrste
1. Aquila adalberti Brehm, 1861
2. Aquila africana (Cassin, 1865)
3. Aquila audax (Latham, 1802)
4. Aquila chrysaetos (Linnaeus, 1758)
5. Aquila clanga Pallas, 1811
6. Aquila fasciata Vieillot, 1822
7. Aquila gurneyi G. R. Gray, 1861
8. Aquila hastata (Lesson, 1831)
9. Aquila heliaca Savigny, 1809
10. Aquila nipalensis Hodgson, 1833
11. Aquila pomarina C. L. Brehm, 1831
12. Aquila rapax (Temminck, 1828)
13. Aquila spilogaster (Bonaparte, 1850)
14. Aquila verreauxii Lesson, 1831

nestale vrste:
1. Aquila bivia Emslie & Czaplewski, 1999 †
2. Aquila corroyi Gaillard 1939 †
3. Aquila delphinensis Gaillard, 1939 †
4. Aquila depredator Milne-Edwards, 1871 †
5. Aquila fossilis Giebel, 1847 †
6. Aquila pennatoides Gaillard, 1939 †

## Galerija
- Aquila verreauxii
- Aquila rapax
- Aquila nipalensis
- Aquila heliaca
- Aquila adalberti
- Aquila audax
- Aquila chrysaetos
- Aquila fasciata
- Aquila gurneyi

## Vanjske poveznice
|  | Zajednički poslužitelj ima još gradiva o temi Aquila |
|  | Wikivrste imaju podatke o taksonu Aquila             |